# Tomasz Szeląg
Tomasz Szeląg (ur. 6 lipca 1980 w Krakowie) – polski prawnik, doktor nauk prawnych, licencjat prawa kanonicznego, historyk prawa.

## Życiorys
W 2004 ukończył studia na Wydziale Prawa i Administracji Uniwersytetu Jagiellońskiego w Krakowie. Członek Towarzystwa Biblioteki Słuchaczów Prawa UJ w latach 1999-2004 oraz przewodniczący Sekcji Prawa Rzymskiego w roku akademickim 2001/2002. Adiunkt w Instytucie Prawa, Ekonomii i Administracji Uniwersytetu Komisji Edukacji Narodowej w Krakowie .
Stały recenzent publikacji książkowych portalu Historia.org.pl.
Redaktor merytoryczny Czasopisma Internetowego o Antyku – Starożytności.
Publikuje również na portalu SIW Znak - Twoja Historia.

## Publikacje
- Prawo rzymskie. Repetytorium., Kraków 2002, 2004. (współautor)
- Prawo rzymskie. Zestaw ćwiczeń dla studentów prawa., Kraków 2004. (współautor)
- Bitwa pod Mursą., w: Taktyka i Strategia 3/2005, Warszawa 2005.
- Kampania perska cesarza Juliana 363 rok., w: Taktyka i Strategia 4/2005, Warszawa 2005.
- Kary i odznaczenia w rzymskim prawie wojskowym., w: Zeszyty Prawnicze UKSW nr 6.2, Warszawa 2006
- Bitwa pod Adrianopolem 9 sierpnia 378 r., Wydawnictwo Inforteditions, seria Bitwy/Taktyka, Zabrze 2006[5][6].
- Kampanie galijskie Juliana Apostaty. Argentoratum 357 r., Wydawnictwo Inforteditions, seria Bitwy/Taktyka, Zabrze 2007[7].
- Ustawa szkolna Juliana Apostaty. Neutralny wydźwięk edyktu a jego faktyczne cele, w: Leges sapere. Studia i prace dedykowane profesorowi Januszowi Sondlowi w pięćdziesiątą rocznicę pracy naukowej, Kraków 2008.
- Czy cesarz Julian zakazał chrześcijanom uczenia się retoryki i gramatyki? ("Nowy Filomata" 3/2010, Kraków 2010.
- Naśladowanie chrześcijan? Julian Apostata i próba stworzenia kleru pogańskiego ("Nowy Filomata" 1/2011), Kraków 2011.
- Cesarz Konstancjusz II i kler w świetle kanonów uchwalonych przez synody w Antiochii (341 r.) i Sardyce (343-344 r.), Starożytności – Czasopismo Internetowe o Antyku, 2/2011.
- Amida 359, Bellona, seria Historyczne bitwy, Warszawa 2012[8].
- Profesor Kazimierz Morawski (1852-1925), Starożytności – Czasopismo o Antyku, 4/2013, Kalisz-Oświęcim 2013.
- Dowódcy wojskowi w otoczeniu Juliana Apostaty w Galii (355-361). Próba szkicu prozopograficznego, Res Militaris tom I, Kalisz-Oświęcim 2013.
- Sąd w Chalcedonie. Zemsta, sprawiedliwość czy gra polityczna?, w: Wojna, konflikt i społeczeństwo w starożytnym świecie, Kraków 2014.
- Crimen laesae maiestatis w okresie panowania Oktawiana Augusta, w: De re militari 2/2015 (2), Połomia 2015, Wydawnictwo Inforteditions
- Armia rzymska wobec planów restytucji religii pogańskiej za cesarza Juliana Apostaty, Res Militaris tom II, Kalisz-Warszawa 2015.
- Dara 530 n.e. Niewykorzystane zwycięstwo Rzymian. , w: De re militari 1/2016 (3), Połomia 2016, Wydawnictwo Inforteditions
- Śmierć cesarza Konstansa., w: De re militari 1/2017 (4), Połomia 2017, Wydawnictwo Inforteditions
- Cesarz Julian Apostata i jego ustawa szkolna., Wydawnictwo Inforteditions, seria Prace historyczne (18), Zabrze 2017.
- Religijne symbole chrześcijańskie w okresie reform cesarza Juliana Apostaty na przykładzie labarum i relikwii św. Babylasa., Res Militaris tom III, Kalisz-Warszawa 2017.
- Ustawy inspirowane prawami oraz pozostałymi normami kościelnymi, wydane w czasach dynastii konstantyńskiej, a umieszczone w Kodeksie Teodozjusza poza księgą szesnastą w: Semper Fidelis : prace dedykowane pamięci Profesora Janusza Sondla legendzie krakowskiego fakultetu prawniczego,Kraków 2017.
- Wpływ Kościoła na ustawodawstwo cywilne w okresie panowania dynastii konstantyńskiej (305-363 r.) w świetle prawa kanonicznego i przepisów księgi XVI Kodeksu Teodozjusza, Wydawnictwo Inforteditions, seria Prace historyczne (27), Zabrze-Tarnowskie Góry 2020.
- Ustawa o opiece nad dziećmi w wieku do lat 3. Komentarz , Wydawnictwo C. H. Beck, seria Ustawy w praktyce, Warszawa 2022.
- Juryści rzymscy: niedościgniony wzór współczesnych prawników?,  w: Nauka prawa a praktyka prawnicza : księga jubileuszowa z okazji czterdziestolecia Okręgowej Izby Radców Prawnych w Krakowie, Wydawnictwo Księgarnia Akademicka, Kraków 2022.
- Wojna perska 359-360, Wydawnictwo Inforteditions, seria Bitwy/Taktyka, Tarnowskie Góry 2024.